# Eriocaulon paludicola
Eriocaulon paludicola är en gräsväxtart som beskrevs av Silveira. Eriocaulon paludicola ingår i släktet Eriocaulon och familjen Eriocaulaceae. Inga underarter finns listade i Catalogue of Life.